# Стебельська Оксана Юріївна
Окса́на Ю́ріївна Стебе́льська (13 листопада 1976, Перемишляни Львівської області) — українська співачка, керівник мистецьких проектів «Українські Барви» та «BarvyProject». Заслужена артистка України.

## Навчання
В шкільні роки О. Стебельська відвідувала дитячу музичну школу. Потім вона вступила до Львівського державного музичного училища імені С. П. Людкевича. Закінчивши музичний заклад у Львові, переїхла до столиці.
Згодом закінчила Національну музичну академію імені Петра Чайковського по класу скрипки.

## Творчість
О. Стебельська грала у симфонічних оркестрах, працювала з фольклорними колективами «Черемош» і «Роксолана». 1999 року створила вокально-інструментальний ансамбль «Українські барви», а потім стала його солісткою.
Записано сім альбомів.
Знято відеокліп на пісню «Ой під калиною» (робота київського режисера Влада Кочаткова (чоловік Соломії Вітвіцької).
Живе в Києві.

## Родина
- Чоловік — Роман Кука.
- Діти: доньки Христина (2000), Катерина (2011), Яринка (2013).

## Громадська діяльність
- Голова правління Всеукраїнської Громадської організації «Мистецькі ініціативи» (2010).

## Хобі
Любить вишивати. Колекціонує кухлі з різних країн.